# Antillophis
Antillophis var ett släkte av ormar. Antillophis ingick i familjen snokar.
Ingående arter flyttades till andra släkten.
Arter enligt Catalogue of Life:
- Antillophis andreae, flyttad till Caraiba andreae.
- Antillophis parvifrons, flyttad till Hypsirhynchus parvifrons.